# II Reyes
II Reyes (hebreo, מְלָכִים ב, Melajim Bet), es uno de los libros del Antiguo Testamento de la Biblia; y el último de los de profecía. Es precedido por el Primer Libro de los Reyes y le siguen el Primer Libro de las Crónicas en las versiones modernas de la Biblia, y el libro de Isaías en la Biblia judía. Se lo conoce también como "2 Reyes", "Libro Segundo de los Reyes", o "IV Reyes" (en los LXX y la Vulgata latina).

## División del libro original
Originariamente, II Reyes formaba un solo rollo con I Reyes y I y II Samuel. El importante tamaño del libro debe haber impulsado a alguien a dividirlo en cuatro partes más manejables, convirtiéndolo en cuatro rollos más pequeños.
Por lo tanto, a todos los efectos prácticos debe considerarse uno solo a los cuatro libros. De hecho, en las versiones griega y latina se llama a I y II Samuel "I y II Reyes".

## Asuntos narrados
En este libro continúa la historia de los reinos de Judá e Israel desde la muerte de Salomón (929 a. C.) hasta la caída de Samaria (722 a. C.) y de Jerusalén (587 a. C.). También relata los milagros del profeta Eliseo. Desde 2R. 18 hasta el final del libro se continúa la historia para culminar en el Cautiverio de Babilonia.

## La historia de los dos reinos
Judá e Israel son considerados independientemente, y analizados en forma exhaustiva y completa. Se estudia un reinado de uno de ellos y a continuación se explica el del reino hermano en el mismo período.

## Estructura
La descripción de los reinados sigue una pauta más o menos constante, pero algo diferente para cada uno de los reinos:

### Reino de Judá
1. Sincronismo del rey en cuestión con su contemporáneo de Israel;
2. Edad del soberano al subir al trono;
3. Duración del reinado;
4. Nombre de su madre;
5. Juicio religioso sobre su mandato.

### Reino de Israel
1. Sincronismo con el reinado de Judá;
2. Duración del reinado; y
3. Juicio (siempre negativo) que incluye una condena general de índole religiosa y una condena individual por haber continuado el error de dividir el reino.

## Fórmulas de cierre
Son iguales a I Reyes para ambos reinos

## Discordancias en la estructura
La rígida estructura de los Libros de los reyes se viola sólo en tres oportunidades: a partir de la caída de Israel, durante el ciclo de Elías y al narrar la historia de Eliseo.

## Alcance del libro
II Reyes concluye con la deportación de los hebreos a la Mesopotamia. Tiene dos apéndices muy cortos que narran el reinado y muerte de Godolías (Guedaliá) y la historia de Joaquín (Yehoyakim).

## Intención del autor y doctrina
El escritor bíblico manipula libremente sus fuentes: a veces las nombra y cita, pero otras se aparta de ellas, las silencia y las omite.
La destrucción definitiva de Israel ocupa exactamente cuatro versículos (2Reyes 17:3-6) y algunos reinados históricamente muy importantes son despachados con una liviandad que confunde a los historiadores modernos.
La explicación es que los Libros de los Reyes no son en realidad históricos (una constante en esta sección de la Biblia) sino historias religiosas. El autor se concentra en el Templo porque en él se consuma la relación del pueblo con Dios. Las normas del culto siguen al Deuteronomio y, en este sentido, el cumplimiento de la Ley (que se guarda precisamente en el Templo) y la reforma religiosa son el fin y el origen de la narración que el autor está redactando (al menos en su versión original).

## Temas fundamentales
El concepto básico que transmiten los Libros de los Reyes se puede resumir con estas palabras: Un solo Templo y un solo Dios, doctrina derivada de la gran reforma realizada en el culto por el rey Josías de Judá, presunto descubridor del libro que justificaba esa reforma: una copia corregida, refundida y ampliada del Deuteronomio en línea con esa reforma. Como Reyes no es un libro histórico sino la demostración de una tesis teológica, la conclusión se lee en las reflexiones del escritor acerca de la destrucción de Israel en 2R. 17. Cada reinado, a su vez, colabora con esa demostración, porque todos los reyes de Israel son condenados. De los de Judá, solo ve con buenos ojos el autor a ocho (los ocho que han enfrentado al paganismo, han ayudado al Templo o han sido fieles a la Ley). De los ocho, solo dos son alabados extensamente.